# Person des Jahres
Gegen Ende eines Kalenderjahres werden von Institutionen oder Zeitschriften Persönlichkeiten als Person (oder Personen) des Jahres gekürt bzw. ausgewählt.
Das amerikanische Time Magazin ernannte traditionsgemäß seit 1927 einen Man Of The Year, ehe dies mit dem Jahr 2000 geschlechtsneutral in Person of the Year umbenannt wurde. 